# Honda. Sprzedawcy kontra mangowcy
Honda. Sprzedawcy kontra mangowcy (jap. ガイコツ書店員本田さん Gaikotsu shotenin Honda-san) – manga autorstwa Hondy, publikowana za pośrednictwem serwisu pixiv Comic między sierpniem 2015 a marcem 2019. 
Na podstawie mangi studio DLE wyprodukowało serial anime, który emitowany był od października do grudnia 2018. 
W Polsce prawa do dystrybucji mangi nabyło Studio JG. 

## Fabuła
Seria oparta jest na prawdziwych doświadczeniach autorki z czasów, gdy pracowała w księgarni. Historia śledzi życie personelu, jednocześnie wyjaśniając, jak działają sklepy z książkami.

## Bohaterowie
- Honda (jap. 本田)

Seiyū: Sōma Saitō 
- Kamibukuro (jap. カミブクロ)

Seiyū: Yuko Sanpei 
- Hōtai (jap. ホウタイ)

Seiyū: Eri Kitamura 
- Lantern (jap. ランタン Rantan)

Seiyū: Kimiko Saitō 
- Okitsune (jap. オキツネ)

Seiyū: Shizuka Itō 
- Koomote (jap. コオモテ)

Seiyū: Aya Endo 
- Rabbit Head (jap. ラビットヘッド Rabitto Heddo)

Seiyū: Kazutomi Yamamoto 
- Fullface (jap. フルフェイス Furu Feisu)

Seiyū: Hiroki Yasumoto 
- Gas Mask (jap. ガスマスク Gasu Masuku)

Seiyū: Wataru Hatano 
- Yōsetsu Mask (jap. 溶接マスク Yōsetsu Masuku)

Seiyū: Toshiki Masuda 
- Kendō (jap. ケンドウ)

Seiyū: Kōtarō Nishiyama 
- Armor (jap. アーマー Āmā)

Seiyū: Akemi Okamura 
- Pest Mask (jap. ペストマスク Pesuto Masuku)

Seiyū: Aya Endo 
- Azarashi (jap. アザラシ)

Seiyū: Ayumu Murase 
- Majutsushi (jap. 魔術師)

Seiyū: Ryūsei Nakao 

## Manga
Seria ukazywała się w serwisie pixiv Comic od sierpnia 2015 do marca 2019. Została również opublikowana w 4 tankōbonach wydanych między 26 marca 2016 a 28 marca 2019 nakładem wydawnictwa Media Factory.
W Polsce manga została wydana przez Studio JG.
| Nr | Język japoński   | Język japoński         | Język polski    | Język polski           |
| Nr | Data wydania     | ISBN                   | Data wydania    | ISBN                   |
| -- | ---------------- | ---------------------- | --------------- | ---------------------- |
| 1  | 26 marca 2016    | ISBN 978-4-04-068156-6 | 30 grudnia 2019 | ISBN 978-83-8001-516-6 |
| 2  | 24 grudnia 2016  | ISBN 978-4-04-068680-6 | 3 marca 2020    | ISBN 978-83-8001-540-1 |
| 3  | 27 września 2017 | ISBN 978-4-04-069422-1 | 30 lipca 2020   | ISBN 978-83-8001-583-8 |
| 4  | 28 marca 2019    | ISBN 978-4-04-065577-2 | 12 lutego 2021  | ISBN 978-83-8001-640-8 |

## Anime
Adaptacja w formie telewizyjnego serialu anime została wyprodukowana przez studio DLE i wyreżyserowana przez Owl Todoroki. Była emitowana od 8 października do 24 grudnia 2018 w stacjach Tokyo MX, Sun TV, KBS i J:COM TV. Zarówno motyw otwierający, „ISBN~Inner Sound & book’s Narrative~”, jak i kończący, zatytułowany „Book-end, Happy-end.”, zostały wykonane przez zespół TECHNOBOYS PULCRAFT GREEN-FUND. Seria składa się łącznie z 12 odcinków. Prawa do streamingu serii nabył Crunchyroll.

### Lista odcinków
| №  | Tytuł | Premiera odcinka     |
| -- | --- | -------------------- |
| 1  | The Handsome Guy is First in Line / Yaoi Girls from OVERSEAS!!! Otsugi de omachi no okyakusama wa ikemen / Yaoi gāruzu furomu OVERSEAS!!! (お次でお待ちのお客様がイケメン / ヤオイガールズフロムOVERSEAS!!!)                                                                                       | 8 października 2018  |
| 2  | Let Me Introduce My Crazy Colleagues in This Bookstore! / Books, Written Instructions, and Me / Go! Azarashi-san Uriba no Ikareta Member o Shoukai Suruze! / Hon to Shijisho to Watashi / Sore Ike! Azarashi-san (売場のイカれたメンバーを紹介するぜ！ / 本と指示書と私 / それいけ！ アザラシさん) | 15 października 2018 |
| 3  | A Battle Without Honor or Humanity / Lost in Manga Jingi Naki Tatakai / Manga Maigo (仁義なき戦い / 漫画迷子) | 22 października 2018 |
| 4  | A Reception Training of Hell / Mission: An Outside Work-ish Job Jigoku no sekkyaku kenshū / Misshon: Gaishutsu suru kei no shigoto (地獄の接客研修 / ミッション：外出する系の仕事) | 29 października 2018 |
| 5  | An INQUIRY / It's a Book Signing!! Everyone Gather Up / A Fascinating Erotic Story Otoiawase / Sainbonda yo! ! Zen’in shūgō / Ki ni naru ero no hanashi (OTOIAWASE / サイン本だよ!! 全員集合 / 気になるエロの話)                                                                                   | 5 listopada 2018     |
| 6  | The Man with a Secret Power / Our Fair-Day War Hime rareshi chikara o motsu mono / Boku-ra no fea sensō (秘められし力を持つ者 / ぼくらのフェア戦争) | 12 listopada 2018    |
| 7  | Tell Me! Wholesaler-san / A Networking Drinking Party for Booksellers Oshiete! Toritsugi-san / Shoten-in gottani nomikai (おしえて！ 取次さん / 書店員ごった煮飲み会) | 19 listopada 2018    |
| 8  | Bookstores are so Wonderful! / The Shelves with and without Restrictions / Go for it, Azarashi-san ~The Hidden Ambition~ Hon’yahaiizo / Haitte ī tana damena tana / Sorede! Azarashi-san 〜 hisokana yabō 〜 (ホンヤハイイゾ / 入っていい棚 だめな棚 / それいけ！ アザラシさん～密かなる野望～)    | 26 listopada 2018    |
| 9  | A Book about Life, Death, and Rebirth Seitoshi to saisei no sho (生と死と再生の書) | 3 grudnia 2018       |
| 10 | An Outstanding Bookseller / Swapping Section Heads Hon’ya-san no Itsuzai / Tana no tantō henkō (本屋さんのITSUZAI / 棚の担当変更) | 10 grudnia 2018      |
| 11 | The Alternate Skull-face Bookseller Honda-san / You Can Quit Your Job Whenever You Want Isetsu gaikotsu-sho ten’in hon Honda-san / Shigoto nanka itsu demo yame rareru noda (異説骸骨書店員 本田さん / 仕事なんかいつでも辞められるのだ)                                                           | 17 grudnia 2018      |
| 12 | Merry Christmas, Mr. Bookstore / It's Time to Close Hon’ya no merīkurisumasu / Oshimai no jikandesu (本屋のメリークリスマス / おしまいの時間です) | 24 grudnia 2018      |